# Vîsoțko, Brodî
Vîsoțko (în ucraineană Висоцько) este un sat în comuna Zabolotți din raionul Brodî, regiunea Liov, Ucraina.

## Demografie
Componența lingvistică a localității Vîsoțko
     Ucraineană (98,67%)
     Alte limbi (1,33%)
Conform recensământului din 2001, majoritatea populației localității Vîsoțko era vorbitoare de ucraineană (98,67%), existând în minoritate și vorbitori de alte limbi.